# Herb Mordów
Herb Mordów – jeden z symboli miasta Mordy i gminy Mordy w postaci herbu.

## Wygląd i symbolika
Herb przedstawia w polu złotym czerwono odzianą pannę w koronie na czarnym niedźwiedziu. Jest to znany herb szlachecki Rawicz.
Herbem tym posługiwał się ród Ciecierskich, właścicieli miasta w latach 1574–1680 i 1717–1803.